# Live Science
Live Science és un lloc web especialitzat en notícies sobre ciència gestionada per Purch, la qual fou comprada per Imaginova el 2009. Les històries i els comentaris editorials estan típicament sindicats a altres grans publicadors de notícies com a Yahoo!, MSNBC, AOL, i Fox News.
Live Science fou llençat inicialment el 2004, subseqüentment sent tancat i re-llançat el 2007. Live Science es dedica a cobrir sobre els descobriments científics, projectes de recerca i fets curiosos del voltant del món en un format de revista de notícies en línia.